# Patala (hinduizm)
Patala (sanskr. पाताल, trl. Pātāla) – krainy podziemia, niższe światy w hinduizmie, wewnątrz kosmicznego jaja brahmanda, wewnątrz bhurloki w nauczaniu Jogabhaszji. Patala dzieli się na krainy (sfery) loka, które cechuje neutralny charakter (w odróżnieniu od leżących jeszcze dalej sfer).
Każda jej sfera (królestwo) wyróżnia się: szczególnym rodzajem zamieszkujących ją istot, ich stolicą i postacią władcy. Światy Patali zamieszkują między innymi istoty takie jak: jakszowie, nagowie, danawowie, dajtjowie.

## Loki świata Patali
Dzieła hinduistycznie wymieniają sfery Patali nie zawsze w takiej samej kolejności i o identycznych nazwach. Stosując uporządkowanie alfabetyczne, wymienić można krainy o następujących nazwach:
Agryasutalaloka
Atalataloka,
Gabhastalaloka,
Gabhasztimataloka,
Gabjisztimataloka,
Gamastimana
Mahatalaloka,
Nitalaloka,
Patalaloka,
Rasatalaloka,
Śritalaloka,
Sutalaloka,
Talatalaloka,
Witalaloka.
Wyraz „tala” występuje w tych nazwach w znaczeniu „powierzchnia”. Określenie loka, występujące na końcu nazw, bywa pomijane.

## Recepcja w literaturze religijnej
- Sfery Patali opisują szczególnie purany.
  - Siedmiokrotny podział zawierają: Wisznupurana, Padmapurana, Bhagawatapurana
  - Ośmiokrotny podział zawiera: Śiwapurana

- Patalę cechuje piękno, luksus i rozkosze zmysłowe[7]. Dewarszi Narada odwiedzał miasta Patali. Ich splendor, w opinii wieszcza, przewyższał cuda w niebie boga Indry[8].

- Podziemne królestwa były celem wypraw wojennych Rawany[9]

- Loki tego świata (niższego w rozumieniu podziału stosowanego w kosmologii hinduistycznej), uważa się za stany mistyczne jaźni (duszy jednostkowej, atmana)[10].